# Immeuble au 1, rue Saint-Ferréol
L'immeuble situé au no 1 de la rue Saint-Ferréol à Marseille est un immeuble dont les façades sont inscrites au titre des monuments historiques. Il est situé dans le 1er arrondissement de Marseille, en France.

## Localisation
L'immeuble est situé dans le 1er arrondissement de Marseille à l'angle de la rue Saint-Ferréol et de la Canebière.

## Histoire
Les façades font l'objet d'une inscription au titre des monuments historiques depuis le 6 décembre 1949.